# 亚历山大·帕夫洛维奇·雅科文科
亚历山大·帕夫洛维奇·雅科文科（Олександр Павлович Яковенко，1987年6月23日—）是一名乌克兰足球运动员，司职前锋。

## 俱乐部生涯
雅科文科在乌克兰球队哈爾科夫冶金开始职业足球生涯，但他很快就离开乌克兰前往比利时，先后效力于利尔斯SK、根克、安德莱赫特、韦斯特洛和奧哈瓦里。
2013年5月22日，雅科文科转会加盟意大利足球甲级联赛球队佛罗伦萨，合同期到2016年6月30日。 2013年9月15日，他在佛罗伦萨1比1战平卡利亚里的比赛第51分钟替补马里奥·戈麦斯出场，第一次代表紫百合在正式比赛出场。

## 个人生活
雅科文科是苏联国脚帕夫洛·雅科文科的大儿子。他的弟弟尤里·雅科文科也是一名足球运动员。